# Jim Hurtubise
James Ernest „Jim“ Hurtubise (* 5. Dezember 1932 in North Tonawanda, New York; † 6. Januar 1989 in Port Arthur, Texas) war ein US-amerikanischer Autorennfahrer.

## Karriere
Jim Hurtubise war einer der populärsten US-amerikanischen Monoposto-Rennfahrer der 1960er- und 1970er-Jahre. Obwohl er die ganz großen Erfolge selten feiern konnte, war er bei den Rennfans äußerst beliebt. Sie nannten ihn einen Old-Style-Rennfahrer und bewunderten seine Kaltblütigkeit. Nach einem schweren Unfall beim Rex Mays Classic 1964, wo er schwere Verbrennungen an den Händen davontrug, eröffneten ihm die behandelnden Ärzte, dass seine Unterarme und Hände für immer deformiert blieben. Hurtubise antwortete ungerührt, dass man damit ja nur ein Lenkrad halten müsse. Insgesamt sollen 40 % seiner Hautoberfläche verbrannt sein; er verbrachte sechs Monate in einer Spezialklinik. Nach einem Jahr fuhr er wieder Rennen.
Von 1959 bis 1975 startete er 97-mal in der USAC-Meisterschaftsserie. Vier Mal, 1959 in Sacramento, 1960 in Langhorne sowie 1961 und 1962 in Springfield, wurde er als Sieger abgewinkt.
Zehn Mal war Hurtubise auch bei den 500 Meilen von Indianapolis am Start. Seine beste Platzierung war der 13. Rang 1962. 1968 pilotierte er das letzte Frontmotor-Rennfahrzeug bei diesem Rennen. Da das 500-Meilen-Rennen von 1950 bis 1960 zur Weltmeisterschaft der Formel 1 zählte, war sein Debütrennen 1960 gleichzeitig sein einziger Auftritt in dieser Rennserie. 
Hurtubise war auch ein lustiger Zeitgenosse, seine Scherze waren legendär. Am 21. Mai 1972 schob er seinen abgedeckten, von Miller Bier gesponserten Rennwagen knapp vor 18 Uhr über die Ziellinie in Indianapolis. 18 Uhr war das Zeitlimit, innerhalb dessen die Rennwagen diese Linie überqueren mussten, um noch in die Qualifikation zu kommen. Aber er hatte keinen Motor im Auto, sondern fünf Bierboxen, deren Inhalt er lächelnd an Mechaniker, Offizielle und Rennfahrer verteilte. Eine Woche später qualifizierte er sich als Dreizehnter fürs Rennen.
Hurtubise, der auch bei 36 NASCAR-Rennen am Start war, von denen er eins gewinnen konnte, starb im Januar 1989 an einem Herzinfarkt.

## Statistik

### Sebring-Ergebnisse
| Jahr | Team                 | Fahrzeug                     | Teamkollege | Platzierung | Ausfallgrund |
| ---- | -------------------- | ---------------------------- | ----------- | ----------- | ------------ |
| 1963 | Nickey Chevrolet Co. | Chevrolet Corvette Sting Ray | A. J. Foyt  | Ausfall     | Motorschaden |

### Einzelergebnisse in der Sportwagen-Weltmeisterschaft
| Saison | Team             | Rennwagen          | 1   | 2   | 3   | 4   | 5   | 6   | 7   | 8   | 9   | 10  | 11  | 12  | 13  | 14  | 15  | 16  | 17  | 18  | 19  | 20  | 21  | 22  |
| ------ | ---------------- | ------------------ | --- | --- | --- | --- | --- | --- | --- | --- | --- | --- | --- | --- | --- | --- | --- | --- | --- | --- | --- | --- | --- | --- |
| 1963   | Nickey Chevrolet | Chevrolet Corvette | DAY | SEB | SEB | TAR | SPA | MAI | NÜR | CON | ROS | LEM | MON | WIS | TAV | FRE | CCE | RTT | OVI | NÜR | MON | MON | TDF | BRI |
| 1963   | Nickey Chevrolet | Chevrolet Corvette | DNF |     |     |     |     |     |     |     |     |     |     |     |     |     |     |     |     |     |     |     |     |     |